# Kuckssee
Kuckssee é um município da Alemanha, situado no distrito de Mecklenburgische Seenplatte, no estado de Mecklemburgo-Pomerânia Ocidental. Tem 19,19 km² de área, e sua população em 2019 foi estimada em 523 habitantes.
Foi criado em 1 de janeiro de 2012, a partir da fusão dos antigos municípios de Krukow, Lapitz e Puchow.